# Antiparalelogram
Antiparalelogram (tudi kontraparalelogram  ali prekrižani paralelogram) 

je štirikotnik v katerem sta podobno kot v paralelogramu po dve nesosednji stranici skladni. Za razliko od paralelograma pa po dve nasprotni si stranici  nista vzporedni, ampak se sekata.

## Lastnosti
Vsak antiparalelogram ima os simetrije skozi njegovo točko sekanja. Zaradi te lastnosti ima dva para enakih kotov in enakih stranic . Skupaj z deltoidi in enakokrakimi trapezi tvorijo antiparalelogrami eno izmed osnovnih skupin štirikotnikov s simetrijskimi osmi. Konveksne ogrinjače antiparalelograma so enakokraki trapezi. Vsak antiparalelogram se lahko naredi iz dveh nevzporednih stranic in diagonal enakokrakega  trapeza . 
Vsak antiparalelogram je tetivni štirikotnik, kar pomeni, da štiri njegova oglišča ležijo na krožnici.

## Uniformni poliedri in njihovi duali
Mnogi nekonveksni uniformni poliedri vključno z tetrahemiheksiederom, kubooktaeder, oktahemioktaeder, mali rombiheksaeder, mali ikozihemidodekaeder in mali dodekahemidodekaeder imajo kot sliko oglišč antiparalelograme   . 
Za uniformne poliedre te vrste, v katerih stranske ploskve ne tečejo skozi središčno točko poliedra, ima dualni polieder facete kot svoje stranske ploskve. Zgled za uniformni polieder, ki ima antiparalelograme kot facete so mali rombiheksakron, veliki rombiheksakron, mali rombidekakron, veliki rombidekakron, mali dodeciikozakron in veliki dodeciikozakron